# Рид, Элисон
Элисон Рид (англ. Alyson Reed, род.11 января 1958) — американская танцовщица и актриса.

## Биография
Рид родилась и выросла в Анахайме, Калифорния и начала свою карьеру в театральных мюзиклах в конце семидесятых. В 1978 году она дебютировала на бродвейской сцене и в последующие годы добилась успеха благодаря ролям в таких постановках как «Кабаре», который принес ей номинацию на премию «Тони». Также она сыграла роль Мэрилин Монро в мюзикле 1984 года «Мэрилин», за которую она была номинирована на премию «Драма Деск».
В 1985 году Элисон Рид сыграла главную женскую роль в фильме «Кордебалет» с Майклом Дугласом, экранизации одноимённого бродвейского шоу. Также она снялась в фильме 1989 года «До мозга костей» и в последующие годы была активна в основном на телевидении, где играла второстепенные роли в различных сериалах, таких как «Нас пятеро», «Провиденс» и «Отчаянные домохозяйки». Также она известна благодаря своей роли в серии фильмов «Классный мюзикл».

## Избранная фильмография
| Год  |   | Русское название      | Оригинальное название | Роль        |
| ---- | - | --------------------- | --------------------- | ----------- |
| 2012 | с | Отчаянные домохозяйки | Desperate Housewives  | судья Конти |